# Travis Warech
Travis Warech (* 5. Juli 1991) ist ein deutsch-israelisch-US-amerikanischer Basketballspieler. Er ist 1,90 Meter groß und kommt als Shooting Guard sowie als Flügelspieler zum Einsatz.
Warech stammt aus Pine Brook im Bundesstaat New Jersey, er besitzt die Staatsbürgerschaft der Vereinigten Staaten, Israels und Deutschlands. Seine Großmutter wurde in Hamburg geboren und verließ Deutschland vor dem Beginn des Zweiten Weltkrieges.

## Universitätskarriere
Er spielte zunächst an der Montville High School und ab der Saison 2009/10 dann am Saint Michael’s College im Bundesstaat Vermont. Die „Purple Knights“ genannte Auswahl der Hochschule spielt in der NCAA Division 2. Warech gehörte bis 2012 zur Mannschaft und wechselte dann ans Ithaca College. An der Uni, die zur NCAA Division 3 zählt, absolvierte er sein viertes und letztes Jahr als Collegespieler und erzielte in der Saison 2012/13 Mittelwerte von 16,1 Punkten und acht Rebounds für die „Bombers“.

## Profikarriere
Warech begann seine Laufbahn als Berufsspieler bei den Rockets Gotha in der 2. Bundesliga Pro A und verstärkte die Mannschaft in der Saison 2013/14. Im Juli 2014 unterzeichnete er einen Zweijahresvertrag beim Bundesligisten Neckar Riesen Ludwigsburg. Dort blieb seine Spielzeit jedoch gering: Im Verlaufe der Saison 2014/15 betrug seine Einsatzzeit pro Partie 2:24 Minuten, in 22 Bundesliga-Spielen für Ludwigsburg erzielte er insgesamt sieben Punkte, was einen Schnitt von 0,3 pro Partie bedeutet. Im Juli 2015 wurde der Vertrag aufgelöst.
Am 29. Oktober 2015 gaben die Hamburg Towers die Verpflichtung Warechs bekannt. Nach sieben ProA-Einsätzen für die Hanseaten wechselte Warech zu einem anderen Zweitligisten, dem SC Rasta Vechta. Mit den Niedersachsen gelang ihm im April 2016 der Aufstieg in die Basketball-Bundesliga. Im Juni 2016 wurde sein Vertrag in Vechta verlängert. Er kam während der Saison 2016/17 zu 29 Einsätzen (3,8 Punkte im Schnitt) für die Niedersachsen, stieg mit ihnen jedoch aus der Bundesliga ab. Im Sommer 2017 gewann er mit der US-Auswahl die Makkabiade.
Mitte August 2017 vermeldete der israelische Erstligist Maccabi Aschdod Warechs Verpflichtung. Im Sommer 2018 wechselte er zum israelischen Zweitligaverein Hapoel Be'er Sheva B.C. Von dort aus ging er zur Saison 2019/20 zum Erstligisten Ironi Nahariya. Nach der Rückkehr zu Be'er Sheva wurde er im Sommer 2022 von Hapoel Tel Aviv verpflichtet. Allerdings bestritt er wegen einer Verletzung kein Pflichtspiel für die Mannschaft, Mitte März 2023 wurde er vom Erstligisten Ironi Ness Ziona unter Vertrag genommen. Er kam auf elf Einsätze für die Mannschaft. Warech wechselte hernach zu Ironi Nahariya zurück.